# Ostatlantischer Trompetenfisch
Der Ostatlantische Trompetenfisch (Aulostomus strigosus) ist im östlichen subtropischen und tropischen Atlantik von Madeira, den Kanarischen und Kapverdischen Inseln bis zur Küste des tropischen Westafrika von Mauretanien bis Namibia verbreitet. Rudie H. Kuiter gibt auch St. Helena als Verbreitungsgebiet an.

## Merkmale
Der Ostatlantische Trompetenfisch wird maximal 75 cm lang. Sein langgestreckter, stabförmiger Körper kann sehr variabel gefärbt sein und die Fische sind fähig ihre Farbe schnell zu wechseln. Häufig sind die Fische braun gestreift, der Schwanzflossenstiel durch drei Bänder gemustert. Die Schnauze ist röhrenförmig, eine einzelne Bartel sitzt an der vorstehenden Spitze des Unterkiefers. Rücken- und Afterflosse stehen einander im hinteren Körperdrittel symmetrisch gegenüber und werden von 24 bis 25 segmentierten Weichstrahlen gestützt. Die erste Rückenflosse wurde zu einzeln stehenden Flossenstacheln reduziert. Der Körper ist mit kleinen Kammschuppen bedeckt, Kopf und vorderer Rücken sind schuppenlos. Von den 62 bis 63 Wirbeln sind die ersten vier verlängert und zusammengewachsen.

## Lebensweise
Der Ostatlantische Trompetenfisch lebt küstennah über felsigen Meeresböden und Felsriffen und ernährt sich vor allem von kleineren Fischen und Garnelen. Er lebt in den meisten Fällen solitär, soll gelegentlich jedoch auch paarweise auftreten.